# Lord Fauntleroy
Lord Fauntleroy (Little Lord Fauntleroy) è un film del 1936 diretto da John Cromwell, tratto dal romanzo Il piccolo Lord di Frances Hodgson Burnett. Interpretato da Freddie Bartholomew, Dolores Costello e C. Aubrey Smith, il film fu distribuito nelle sale USA il 2 aprile 1936.
È il quarto adattamento cinematografico del celebre romanzo della scrittrice inglese, la prima versione sonora dopo le tre del cinema muto: quella inglese del 1914 (con Gerald Royston), quella ungherese del 1918 (con Tibor Lubinszky) e quella americana del 1921 (con Mary Pickford nella doppia parte di Cedric e di sua madre). Charles Rosher, che già aveva lavorato alla versione del 1921, torna a firmare come direttore della fotografia anche la versione del 1936. In questa prima versione sonora, la parte di "Cedric" è ora affidata a Freddie Bartholomew, in quegli anni il più celebrato attore bambino di Hollywood, accanto a Dolores Costello (la madre), C. Aubrey Smith (il conte) ed altri famosi attori bambini come Mickey Rooney e Jackie Searl.
Tra i numerosi adattamenti cinematografici e televisivi del romanzo di Frances Hodgson Burnett, il piccolo Lord di Freddie Bartholomew rimane una delle interpretazioni classiche del personaggio, accanto a quella di Ricky Schroder nella versione del 1980.

## Trama
Unico erede di un conte inglese, il piccolo Cedric ha vissuto sempre negli USA insieme alla mamma Dearest, vedova del capitano Erroll. Chiamato dal nonno in Inghilterra, Cedric si trova a dover conquistare l'affetto del vecchio burbero che rifiuta di vedere la donna che, secondo lui, gli ha portato via il figlio. Cedric, affettuoso, intelligente, attento ai bisogni dei contadini che vivono nelle terre di Dorincourt, conquisterà l'affetto del conte. Quando al castello giungerà un'altra donna, che si proclama la vedova di Bevis, il primogenito del conte insieme a un ragazzetto antipatico che dovrebbe essere il vero erede, il nonno sarà schiantato dal dolore. Ma i vecchi amici di Cedric, venendo a conoscere la vicenda, arrivano da New York per smascherare la donna, riconosciuta in una foto come la vedova del fratello di uno di loro. Il nonno, finalmente, si riconcilia anche con la nuora che potrà d'ora in avanti vivere anche lei al castello insieme al figlio.

## Produzione
Prodotto dalla Selznick International Pictures.

## Distribuzione
Il film fu distribuito dalla United Artists e uscì in sala il 2 aprile 1936.

### Date di uscita
IMDb
- USA	2 aprile 1936
- Danimarca	3 settembre 1936
- Portugal	19 ottobre 1936
- Finlandia	22 novembre 1936
- Germania Ovest	24 dicembre 1970	 (prima TV)

Alias
- Little Lord Fauntleroy	USA (titolo originale)
- Der kleine Lord	Austria / Germania Ovest
- El pequeño Lord	Spagna
- Le Petit Lord Fauntleroy 	Francia
- Lille lorden	Svezia
- Lord Fauntleroy	Italia
- Malý Lord Fauntleroy	Cecoslovacchia
- O Pequeno Lorde	Portogallo
- O mikros lordos	Grecia
- Pequeño Lord Fauntleroy	Spagna (titolo DVD)
- Pikku lordi	Finlandia
- Slægtens yngste	Danimarca